# Domarekullen von Gräshagen
Der Domarekullen von Gräshagen (deutsch Richterhügel) ist einer von mehreren großen Grabhügeln aus der Bronzezeit, die rund um Jönköping in Småland in Schweden errichtet wurden. Drei davon sind noch erhalten: der von Mehrfamilienhäusern umgebene in der Veragatan in Gräshagen, der Lustigkulle in Liljeholmen und der Dödskallehöjden (deutsch Schädelberg) in Råslätt.
Der Domarekullen hat einen Durchmesser von etwa 17 Metern und eine Höhe von zwei Metern. Er liegt auf einem Plateau am Fuße einer Erhebung. Früher war das ein Ort mit Blick auf den See Munksjön und den Fluss Tabergsån, der etwas mehr als 200 Meter östlich des Hügels fließt. Die Lage machte ihn weithin sichtbar, was charakteristisch für die Großhügel der Bronzezeit ist.

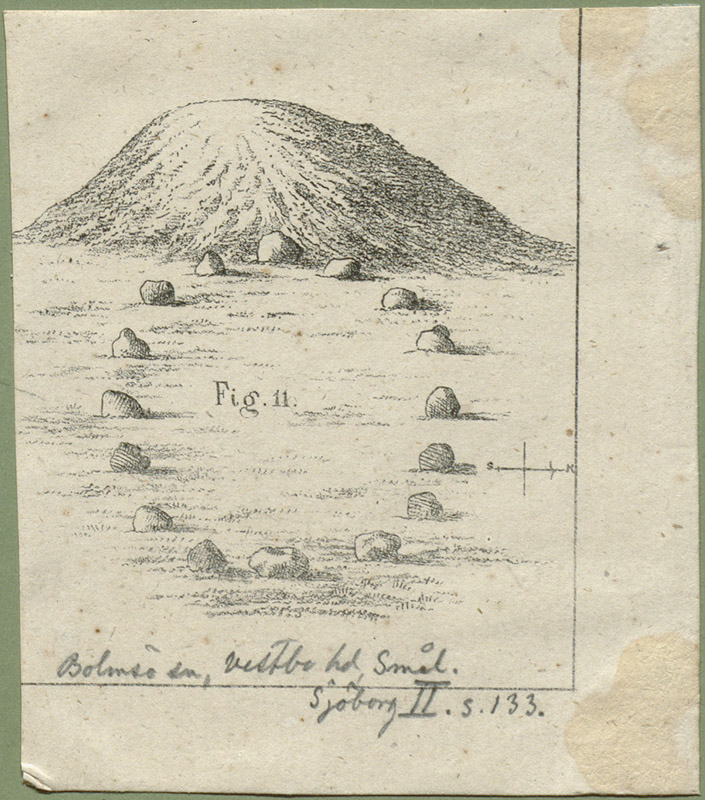
Domarekullen in Smederyd

Das Grab wurde nicht von Archäologen untersucht, aber jemand hat eine große Grube in der Mitte des Hügels gegraben. Diese Störung wurde behoben, als der Grabhügel in den Jahren um 1930 restauriert wurde. Nach Berichten aus den 1870er Jahren soll es östlich des Grabhügels eine andere Grabstätte gegeben haben. Davon sind heute keine Spuren mehr vorhanden.
Den Namen Domarekullen tragen sechs weitere Grabhügel in Schweden: In Linköping, Töcksfors, Tranås, Smederyd, Vreta Kloster und Vretstorp. Die meisten befinden sich in Småland.